# 大阪第二運輸所
大阪第二運輸所（おおさかだいにうんゆしょ）は、大阪市東淀川区にある東海旅客鉄道（JR東海）関西支社の運転士・車掌が所属する乗務員区所である。

## 歴史
- 1964年（昭和39年）：東海道新幹線支社大阪運転所として発足。
- 1975年（昭和50年）1月20日：大阪運転所の組織改正を行い、乗務員部門を大阪第二運転所、検修部門を大阪第一運転所に分離する[1]。
- 1980年（昭和55年）10月15日：大阪第二運転所広島支所が発足[2]。
- 1987年（昭和62年）3月1日：国鉄分割民営化を控え、山陽新幹線担当を大阪新幹線運転所として分離する。
- 1987年（昭和62年）4月1日：国鉄分割民営化に伴い、東海旅客鉄道（JR東海）新幹線運行本部大阪第一運転所となる。
- 1988年（昭和63年）4月1日：大阪運転所に改称。
- 2001年（平成13年）10月1日：大阪車掌所と大阪運転所を統廃合し、大阪第一運輸所と大阪第二運輸所が発足する[3]。